# Tallinn Open
Tallinn Open este un turneu de tenis desfășurat la Tallinn, Estonia. Prima ediție a avut loc în octombrie 2022. Tallinn Open face parte din Turul WTA și este listat ca turneu de nivel WTA 250. Turneul a fost introdus în 2022 ca urmare a anulării evenimentelor WTA din China din cauza pandemiei COVID-19, precum și ca urmare a acuzațiilor făcute de fosta jucătoare WTA Peng Shuai de agresiune sexuală împotriva unui oficial guvernamental chinez. Prima jucătoare a Estoniei, Anett Kontaveit, a jucat un rol major în aducerea turneului WTA în Estonia, după ce s-a confruntat cu rezistența politică.
Turneul se desfășoară la Centrul de Tenis FORUS pe terenuri dure acoperite.

## Rezultate

### Simplu
| An   | Campioană          | Finalistă       | Scor     |
| ---- | ------------------ | --------------- | -------- |
| 2022 | Barbora Krejčíková | Anett Kontaveit | 6–2, 6–3 |

### Dublu
| An   | Campioane                       | Finaliste                                | Scor             |
| ---- | ------------------------------- | ---------------------------------------- | ---------------- |
| 2022 | Liudmila Kicenok Nadiia Kicenok | Nicole Melichar-Martinez Laura Siegemund | 7–5, 4–6, [10–7] |